# Flinn Works
Flinn Works (ehemals Flinntheater) ist eine freie Theater- und Performancegruppe. In wechselnden, oft international besetzten Teams um die Regisseurin Sophia Stepf entwickelt Flinn Works multiperspektivische Theateraufführungen zu Themen der globalisierten Welt. Den Stücken liegt in der Regel eine intensive Recherche zugrunde. Seit 2018 entwickelt Flinn Works auch Installationen und Ausstellungen.

## Geschichte
Die Gruppe wurde 1992 unter dem Namen Flinntheater in Kassel gegründet. 2007 übernahmen die Schwestern Sophia und Lisa Stepf die künstlerische Leitung. Zum Kernteam gehören außerdem u. a. der Musiker Andi Otto und der Schauspieler und Regisseur Konradin Kunze. Seit 2016 firmiert die Gruppe unter dem neuen Namen Flinn Works.
Neben Kassel ist Berlin Hauptproduktionsort der Kompanie. Flinn Works kooperiert regelmäßig mit den Sophiensælen Berlin. Weitere Partner sind u. a. das Hebbel am Ufer (HAU) und das Staatstheater Kassel. Flinn Works wurde 2014 für die Produktion Shilpa – The Indian Singer App mit dem Förderpreis der Zürcher Kantonalbank beim Zürcher Theater Spektakel ausgezeichnet. Nachdem die Gruppe bereits 2017 für den Tabori-Preis nominiert worden war, erhielt sie die Auszeichnung im Jahr 2021. Mit Global Belly wurde Flinn Works 2018 zum Impulse (Theaterfestival) eingeladen. Ultimate Safari wurde anlässlich der Verleihung des Preises des Internationalen Theaterinstituts 2023 beim Festival Theater der Welt gezeigt und 2025 zum Perth Festival eingeladen.
Seit 2009 arbeitet die Kompanie an aktuellen Themen der globalisierten Welt mit feministischen und postkolonialen Fragestellungen. Die Aufführungen des Stücks Maji Maji Flava über den Maji-Maji-Krieg lösten im Januar 2017 in Tansania eine politische Debatte über Reparationszahlungen aus.
Mit Mangi Meli Remains erarbeitete Flinn Works 2018 zum ersten Mal eine Videoskulptur und Fotoausstellung. 2022 wurden im Rahmen des Ausstellungsprojekts Marejesho von Flinn Works, Berlin Postkolonial und Old Moshi Cultural Tourism in der deutschen Kolonialzeit verschleppte menschliche Gebeine per DNA-Abgleich mit lebenden Nachkommen identifiziert.

## Stücke (Auswahl)
- 2025: Carbon Negative (Sophiensæle Berlin u. a.)
- 2024: No More! White Money (mit Afra Tafri, Sophiensæle Berlin, Frascati Amsterdam u. a.)
- 2023: Ultimate Safari (mit Asedeva, TD Berlin, Theater der Welt Frankfurt u. a.)
- 2022: Boss/y – ein feministischer Leaderabend (Theater Freiburg)
- 2021: White Money (Sophiensæle Berlin)
- 2021: Global Belly_Zoom (online Performance, Sophiensæle Berlin)
- 2020: Learning Feminism from Rwanda (mit EANT Festival/Amizero, Sophiensæle Berlin u. a.)[12][13]
- 2019: Fear & Fever (mit Asedeva, Sophiensæle Berlin, Theater Tuchlaube)[14]
- 2018: Kosa La Vita – Kriegsverbrechen (mit Quartett PLUS 1, Sophiensæle Berlin, Theater Bremen)[15][16]
- 2017: Global Belly (Sophiensæle Berlin)[17]
- 2016: Maji Maji Flava (Koproduktion mit Asedeva, Staatstheater Kassel, Sophiensæle Berlin, House of Culture Daressalam)[18]
- 2016: Schädel X / Skull X (Sophiensæle Berlin)[19][20]
- 2015: Songs of the T-shirt (Sophiensæle Berlin)[21]
- 2015: Keep Calm and #ashtag (Goethe-Institut Bangalore)
- 2013: Krishna's Elite (Hebbel am Ufer (HAU) Berlin)[22]
- 2013: Shilpa – The Indian Singer App (Sophiensæle Berlin)[23]
- 2013: C sharp c blunt (Jagriti Theatre Bangalore)
- 2012: The Power Play (Dock4 Kassel)[24]
- 2011: Das A-Casting (Dock4 Kassel, Hebbel am Ufer (HAU) Berlin)
- 2011: A Small Small World (Goethe-Institut Dhaka)
- 2011: India Simulator (Dock4 Kassel)

## Ausstellungen
- 2024: Ultimate Safari_360° mit Asedeva, mobile 360°-Video-Installation Tansania.
- 2022–25: Marejesho mit Berlin Postkolonial und Old Moshi Cultural Tourism, mobile Recherche-Ausstellung in Tansania 2022, Folgeausstellung im Tieranatomischen Theater der Humboldt-Universität Berlin 2023–2024 und im Marburger Rathaus 2025.
- 2021: Global Belly_Installation in der Ausstellung 'Maternar' MUAC Mexico City.
- 2018: Mangi Meli Remains (Teil der Ausstellung The Dead, as far as [   ] can remember im Tieranatomischen Theater der Humboldt-Universität zu Berlin, DARCH Dar es Salaam und seit 2019 dauerhaft in Old Moshi, Tansania.)

## Auszeichnungen
- 2023: Preis des Internationalen Theaterinstituts Deutschland[25]
- 2021: Auszeichnung Tabori-Preis[26]
- 2019: Publikumspreis bei den Hessischen Theatertagen[27]
- 2017: Nominiert für den Tabori-Preis[28]
- 2014: Förderpreis der Zürcher Kantonalbank beim Zürcher Theater Spektakel für Shilpa – The Indian Singer App[29]
- 2014: META Awards für Best Actress, Best Original Script, Best Innovative Sound Design für C sharp c blunt[30][31]
- 2011: Publikumspreis bei den Hessischen Theatertagen[32]